# ZPP (Komplexitätsklasse)
Die Komplexitätsklasse ZPP (englisch zero-error probabilistic polynomial time) beinhaltet alle Probleme, für die es eine nichtdeterministische Turingmaschine gibt, die an jeder Stelle mit gleicher Wahrscheinlichkeit unter den möglichen Alternativen auswählt und folgende Eigenschaften besitzt:
- Sie gibt immer die richtige Antwort zurück (daher "zero-error")
- Die Laufzeit ist nicht begrenzt, jedoch existiert ein Polynom, durch das die mittlere Laufzeit begrenzt ist

Der randomisierte Algorithmus ist also korrekt, kann aber mitunter eine sehr viel längere Laufzeit als im typischen Fall haben.
Für alle Probleme aus ZPP existiert auch eine probabilistische Turingmaschine, die immer eine polynomial begrenzte Laufzeit hat, dafür aber mit Wahrscheinlichkeit kleiner 1/2 statt der richtigen Antwort keine Antwort (also ein „weiß nicht“) zurückgibt.
Die beiden Definitionen sind also äquivalent.
Definiert wird ZPP meist als Schnittmenge von RP und co-RP.
Diejenigen Probleme, für die Las-Vegas-Algorithmen mit mittlerer polynomialer Laufzeit existieren, liegen in ZPP.
ZPP wurde mit anderen probabilistischen Komplexitätsklassen 1977 von John T. Gill eingeführt.

## Eigenschaften
ZPP ist abgeschlossen unter Komplementbildung, Vereinigung und Schnitt. Das bedeutet, dass für zwei Sprachen {\displaystyle L_{1},L_{2}\in {\mathcal {ZPP}}} auch {\displaystyle L_{1}^{c},L_{1}\cup L_{2},L_{1}\cap L_{2}\in {\mathcal {ZPP}}}. Es ist also co-ZPP = ZPP.
Es ist kein ZPP-vollständiges Problem bekannt und es gibt Hinweise darauf, dass es keine ZPP-vollständigen Probleme gibt.